# Tempo Typen
Tempo Typen is een computerspel dat werd ontwikkeld door Cees Kramer van Radarsoft. Het spel kwam in 1984 uit voor de Commodore 64 en twee jaar later voor de MSX-computer en diende om typen te leren. De bedoeling is zo snel mogelijk woorden weg te typen voordat ze een lijn passeren. Elke letter die ongetypt de lijn passeert doet de energie van de speler afnemen. Als alle energie verloren is, is het spel ten einde. Als voldoende woorden weggetypt zijn stijgt de speler een level en krijgt deze langere woorden.
Naast in Nederland werd het spel ook uitgegeven in Duitsland (Tempo Tippen) en Engeland (Tempo Typing). Het spel werd ook gebruikt in het Nederlandse televisiespelprogramma It's All in the Game.

## Releases
- 1984: Commodore 64
- 1986: MSX